# Fred Hunt
Herbert Frederick Hunt (Londen, 21 september 1923 - Weybridge, 25 april 1986) was een Britse pianist in de traditionele en mainstream jazz.
De autodidact Hunt speelde met Mike Daniels en Cy Laurie en werkte in de periodes 1954-1962 en 1964-1974 bij de groep van Alex Welsh, waar hij uitgroeide tot een van de grotere traditionele jazzmusici van Engeland. In de jaren zestig begeleidde hij ook bezoekende Amerikaanse musici, zoals Ben Webster en Eddie "Lockjaw" Davies. Midden jaren zeventig verliet hij Engeland en woonde hij in onder meer Zuid-Afrika en Denemarken. Vanaf 1978 had hij een trio met drummer Lennie Hastings en begin jaren tachtig speelde hij weer kort bij Welsh, waarna hij zich om gezondheidsredenen uit de muziek terugtrok.

## Discografie (selectie)
- Yesterdays, Bell Records, 1979